# Велика Неделя
Велика Неделя (словен. Velika Nedelja) — поселення в общині Ормож, Подравський регіон‎, Словенія.